# Яребична
 Тази статия е за селото в България.  За битката на Македонския фронт през 1918 вижте Битка при Яребична.  
Яребична е село в Североизточна България. То се намира в община Аксаково, Варненска област. Старото му име е Малка Франга и Франга Кмет на с.Яребична-Катя Жекова

## История
Според местна легенда двама братя французи се заселват по тези земи. По-малкият брат се заселва в селото, а по-големият се заселва в село Каменар, което по-късно кръщават на него - Голяма Франга. Селото на малкия брат по аналогия получава името Малка Франга. През 1934 година името е сменено с министерска заповед на Яребична по името на битката от Първата световна война във Вардарска Македония.
През 1950 г. в селото функционира всестранна взаимоспомагателна кооперация.

## Население
Численост на населението според преброяванията през годините:
| \| Година на преброяване \| Численост \| \| --------------------- \| --------- \| \| 1934 \| 462 \| \| 1946 \| 352 \| \| 1956 \| 423 \| \| 1965 \| 266 \| \| 1975 \| 171 \| \| 1985 \| 68 \| \| 1992 \| 94 \| \| 2001 \| 134 \| \| 2011 \| 196 \| \| 2021 \| 257 \| |           |
| Година на преброяване | Численост |
| 1934 | 462       |
| 1946 | 352       |
| 1956 | 423       |
| 1965 | 266       |
| 1975 | 171       |
| 1985 | 68        |
| 1992 | 94        |
| 2001 | 134       |
| 2011 | 196       |
| 2021 | 257       |

### Етнически състав

#### Преброяване на населението през 2011 г.
Численост и дял на етническите групи според преброяването на населението през 2011 г.:
|                     | Численост | Дял (в %) |
| Общо                | 196       | 100.00    |
| Българи             | 181       | 92.34     |
| Турци               | 4         | 2.04      |
| Цигани              | –         | –         |
| Други               | ?         | ?         |
| Не се самоопределят | ?         | ?         |
| Неотговорили        | 8         | 4.08      |

## Личности
- Тодор Тодоров (1906-?), български политик от БЗНС